# Маскулинность

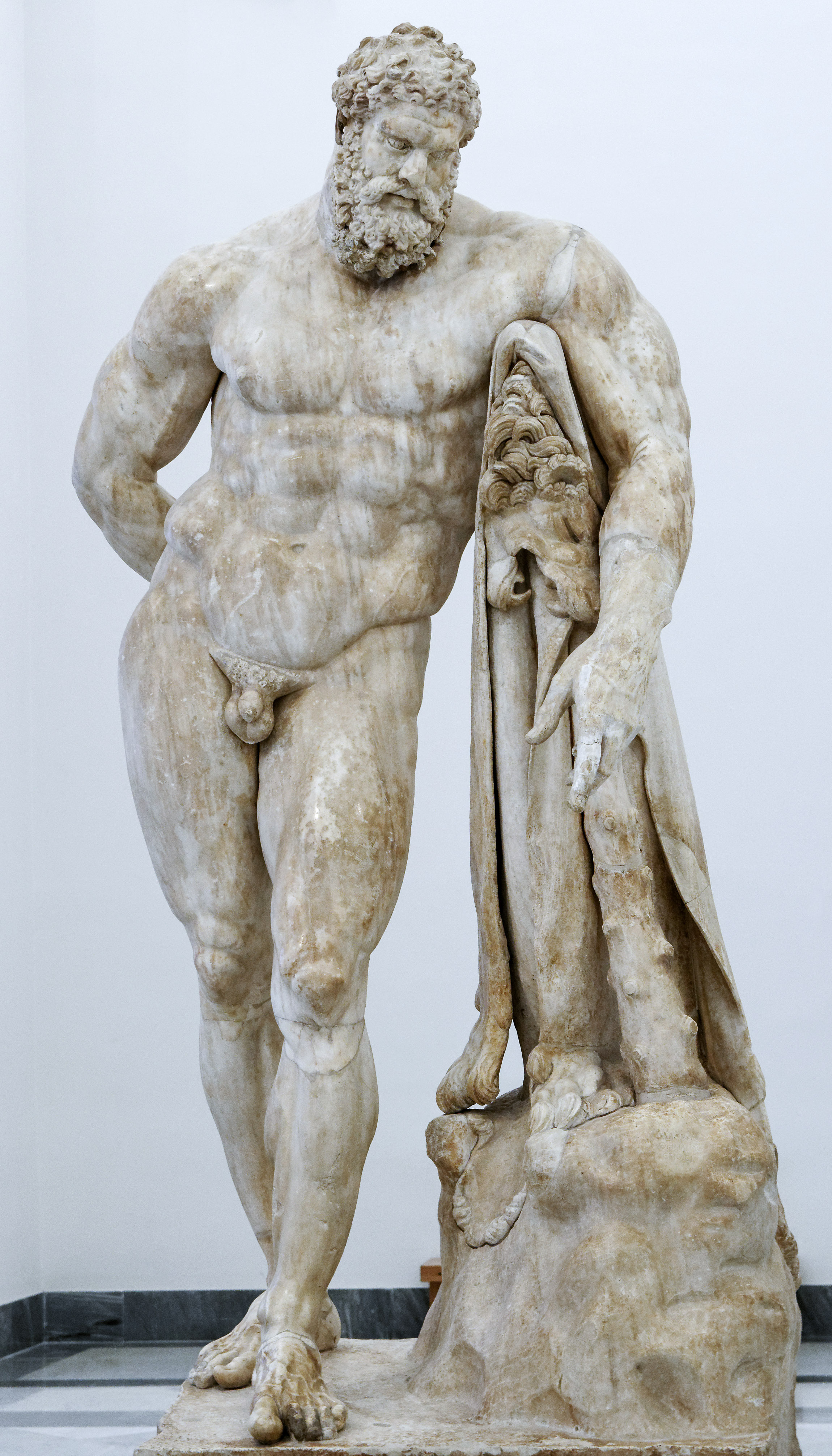
В греческой мифологии Геракл ассоциируется с маскулинностью.

Маскули́нность (от лат. masculinus, мужской) — совокупность телесных (вторичных половых признаков), психических и поведенческих особенностей, рассматриваемых как мужские (то есть внешне отличающих мужчину от женщины или самца от самки у животных). 
Маскулинность в русском языке отличается от мужественности. Словосочетание «мужественная[может быть, от слова "мужество"?] женщина», например, характеризует не маскулинность женщины (мужеподо́бность), а стойкость её характера.
Противоположностью маскулинности является женственность, которая характеризуется такими качествами, как чувствительность, нежность, сострадательность, заботливость.

## Проблемы определения маскулинности
Для решения вопроса о том, какие признаки являются маскулинными, необходимо первичное допущение альтернативности: все признаки являются либо маскулинными, либо феминными. Кроме того, на данное определение влияет наличие социальных стереотипов и отсутствие нейтрального среднего рода.
Существуют разные концепции маскулинности, которые варьируются от эссенциалистской до социально-конструктивистской. Эссенциалистский подход рассматривает маскулинность как следствие биологического отличия мужчины от женщины, а социально-конструктивистский определяет маскулинность в терминологии гендерных ожиданий.
Сексолог Игорь Кон рассматривает маскулинность в историческом контексте, исходя из социально-конструктивистского подхода.
Следует также различать маскулинность в целом и токсичную маскулинность.
Вместе с тем гендерная исследовательница Р. Э. Хоскин указывает, что в научной литературе присутствуют определённые двойные стандарты в определении маскулинности и фемининности: когда женщина проявляет маскулинное гендерное выражение, её маскулинность называется женской маскулинностью, вместе с тем когда мужчина проявляет фемининное, это часто называют «подчинёнными маскулинностями», а не мужской фемининностью.

## Маскулинность и силовые структуры государства
Во всех странах традиционным стандартам маскулинности (сила, смелость, отвага, рискованность, авторитарность, иерархичность) больше всего соответствуют вооружённые силы. В то же время сама возможность существования армии как маскулинизированного социального института, жестко противостоящего всему феминному, невозможна без существования этого феминного. При этом наиболее беззащитными, а следовательно, страдающими от вооруженных конфликтов становятся именно женщины и дети. Женщины рассматриваются как нуждающиеся в защите, поддерживая тем самым миф о высокой миссии вооруженных сил. Абсолютизация армии как сферы деятельности для «настоящих» мужчин, способствует притоку в нее людей с соответствующим мировоззрением. 
Но в XXI веке воинская служба перестала быть исключительно мужским делом. При этом феминизация армии представляет собой уникальную историческую тенденцию: Председатель Объединенного комитета начальников штабов США в 1982—1985 годах Джон Весси говорил про это: «Для наших вооруженных сил это более важное по своей значимости событие, чем изобретение ядерного оружия».
В связи с выбором женщинами профессий, которые традиционно считались мужскими (военнослужащие, сотрудники правоохранительных органов, пожарные), возникает необходимость изучения влияния такой профессиональной деятельности на их личность. Так, было проведено изучение личностных особенностей сотрудников подразделений предварительного следствия МВД России, где наряду с мужчинами-следователями служат и женщины. Было выявлено, что у следователей-женщин отмечается выраженность показателя маскулинности, что означает проявление в их поведении таких личностных качеств, как непринужденность и уверенность в себе, предприимчивость и последовательность, внутренне мотивированное поведение, доминантность и гетероагрессивные тенденции. 